# Croix rurales de Landersheim
Les Croix rurales de Landersheim sont les cinq croix religieuses du village de Landersheim, dont les trois que R.Engel a étudiées.

## Situation
Les Croix rurales de Landersheim sont situées à Landersheim,  dans le département du Bas-Rhin, près de Saverne. Saverne est une commune française, près de la ville de Strasbourg, en Alsace,

## Les croix
La croix la plus ancienne, datée de 1718, se trouve à la sortie Est de la localité. C’est une croix à niche aux bras fleuronnés.
Un autre croix, datée de 1757, “Rohrkritzel”, se trouve à l’est de localité, au bord d’un chemin des champs à la limite du ban. Il s’agit d’une croix à niche aux bras fleuronnés.
Une dernière croix, datée de 1790, se trouve au nord-est de la localité, sur un talus, au lieu-dit “Am Esel”. Il s’agit d’une croix crucifix à niche, décorée d’une fleur sur le trilobe du montant et de têtes d’angelots sur les trilobes de la traverse. Le Christ, dont la tête a été détruite, est surmonté de l'inscription "INRI" et a les pieds posés sur un crâne.

## Les crucifix
Situés sur l’ancienne route de Strasbourg à Saverne, deux crucifix, endommagés à maintes reprises par des automobilistes, ont été replantés à l’abri de la circulation.
Le premier crucifix, daté de 1816 est aujourd'hui implanté près d’un peuplier. Il veillait autrefois sur le village et les processions des Rogations y faisaient station. Pratiquement détruit, il a été restauré en 1991 par la famille Nonnen Macher.
Le second crucifix se trouve sur la route vers Willgottheim. Appelé le “Geiste Kritz”, il a été érigé vers la fin du XIXe siècle. Sévèrement endommagé, il fut restauré en 1995, sur l’initiative de la SHASE.